# Brownmillerita
La brownmillerita es un mineral de la clase de los minerales óxidos. Fue descubierta en 1964 en el volcán Bellerberg cerca de Mayen, en el estado de Renania-Palatinado (Alemania), siendo nombrada así en honor de Lorrin T. Brownmiller, químico estadounidense que descubrió el compuesto artificial usado como cemento industrial. Sinónimos poco usados son: celita y su clave IMA1963-017.

## Características químicas
Es un óxido múltiple anhidro de calcio, aluminio y hierro.
Forma una serie de solución sólida con la srebrodolskita (Ca2(Fe3+)2O5), en la que la sustitución gradual del aluminio por hierro va dando los distintos minerales de la serie.

## Formación y yacimientos
Se forma en bloques de caliza sometidos a metamorfismo térmico de alta temperatura, incluidas en rocas volcánicas.
Suele encontrarse asociado a otros minerales como: calcita, ettringita, wollastonita, larnita, mayenita, gehlenita, diópsido, pirrotita, grosularia, espinela, afwillita, jennita, portlandita, jasmundita, melilita, kalsilita, corindón o spurrita.